# Markku Syrjälä
Markku Syrjälä, född 12 maj 1955, död 11 oktober 2023, var en finländsk bågskytt. Han deltog vid olympiska sommarspelen 1984.